# Seznam dílů seriálu Křížová výprava
Toto je seznam dílů seriálu Křížová výprava. Americký sci-fi seriál Křížová výprava byl premiérově vysílán v roce 1999 na stanici TNT. Kvůli nízké sledovanosti bylo z původně plánovaných 22 dílů první řady dokončeno pouze 13. K ostatním devíti byl pouze napsán scénář, k jejich natočení však už nedošlo. U nich je tedy uvedeno pouze zamýšlené pořadí.
Seriál byl v českém znění odvysílán na slovenské televizi Markíza.

## Přehled řad
| Řada | Díly | Premiéra v USA | Premiéra v USA |
| Řada | Díly | První díl      | Poslední díl   |
| ---- | ---- | -------------- | -------------- |
| 1    | 13   | 9. června 1999 | 1. září 1999   |

## Seznam dílů
| Původní vysílací pořadí | Upravené vysílací pořadí | Původní název                             | Český název               | Rok děje | Režie         | Scénář                 | Premiéra v USA      | Produkční kód | Pořadí „Velkého tvůrce“ |
| ----------------------- | ------------------------ | ----------------------------------------- | ------------------------- | -------- | ------------- | ---------------------- | ------------------- | ------------- | ----------------------- |
| 1                       | 12                       | War Zone                                  | Válečná zóna              | 2267     | Janet Greek   | J. Michael Straczynski | 9. června 1999      | 108           | 1                       |
| 2                       | 4                        | The Long Road                             | Daleká cesta              | 2267     | Mike Vejar    | J. Michael Straczynski | 16. června 1999     | 107           | 2                       |
| 3                       | 6                        | The Well of Forever                       | Pramen věčnosti           | 2267     | Janet Greek   | Fiona Avery            | 23. června 1999     | 106           | 12                      |
| 4                       | 9                        | The Path of Sorrows                       | Stezka vykoupení          | 2267     | Mike Vejar    | J. Michael Straczynski | 30. června 1999     | 109           | 10                      |
| 5                       | 8                        | Patterns of the Soul                      | Zákoutí duše              | 2267     | Tony Dow      | Fiona Avery            | 7. července 1999    | 110           | 11                      |
| 6                       | 10                       | Ruling From the Tomb                      | Vláda ze záhrobí          | 2267     | John Copeland | Peter David            | 14. července 1999   | 111           | 3                       |
| 7                       | 11                       | The Rules of the Game                     | Pravidla hry              | 2267     | Jesus Trevino | J. Michael Straczynski | 21. července 1999   | 112           | 13                      |
| 8                       | 13                       | Appearances and Other Deceits             | Zjevení a jiné klamy      | 2267     | Stephen Furst | J. Michael Straczynski | 28. července 1999   | 113           | 4                       |
| 9                       | 1                        | Racing the Night                          | S nocí o závod            | 2267     | Mike Vejar    | J. Michael Straczynski | 4. srpna 1999       | 103           | 7                       |
| 10                      | 3                        | The Memory of War                         | Válečné memento           | 2267     | Tony Dow      | J. Michael Straczynski | 11. srpna 1999      | 102           | 5                       |
| 11                      | 2                        | The Needs of Earth                        | Potřeby Země              | 2267     | Mike Vejar    | J. Michael Straczynski | 18. srpna 1999      | 101           | 6                       |
| 12                      | 5                        | Visitors From Down the Street             | Návštěvníci ze sousedství | 2267     | Jerry Apoian  | J. Michael Straczynski | 25. srpna 1999      | 104           | 8                       |
| 13                      | 7                        | Each Night I Dream of Home                | Každou noc sním o domově  | 2267     | Stephen Furst | J. Michael Straczynski | 1. září 1999        | 105           | 9                       |
| 14                      | –                        | To The Ends of The Earth                  | –                         | –        | –             | J. Michael Straczynski | napsáno, nenatočeno | 114           | 14                      |
| 15                      | –                        | Value Judgments                           | –                         | –        | –             | Fiona Avery            | napsáno, nenatočeno | 115           | 15                      |
| 16                      | –                        | Darkness of the Soul                      | –                         | –        | –             | J. Michael Straczynski | napsáno, nenatočeno | 117           | 16                      |
| 17                      | –                        | Darkness of the Soul                      | –                         | –        | –             | J. Michael Straczynski | napsáno, nenatočeno | 118           | 17                      |
| 18                      | –                        | nepojmenováno                             | –                         | –        | –             | J. Michael Straczynski | napsáno, nenatočeno | 122           | 18                      |
| 19                      | –                        | War Story (Sword Trilogy, Part 1)         | –                         | –        | –             | Richard Mueller        | napsáno, nenatočeno | 119           | 19                      |
| 20                      | –                        | The Walls of Hell (Sword Trilogy, Part 2) | –                         | –        | –             | Larry DiTillio         | napsáno, nenatočeno | 121           | 20                      |
| 21                      | –                        | nepojmenováno (Sword Trilogy, Part 3)     | –                         | –        | –             | J. Michael Straczynski | napsáno, nenatočeno | 120           | 21                      |
| 22                      | –                        | The End of the Line                       | –                         | –        | –             | J. Michael Straczynski | napsáno, nenatočeno | 116           | 22                      |